# Anne With Johansen
Anne With Johansen (* 22. April 2004 in Kopenhagen) ist eine dänische Handballspielerin.

## Karriere

### Im Verein
Johansen spielte zunächst für das Nachwuchsteam von Ajax København in Dänemark und gab im Januar 2022 ihr Debüt für die 1. Mannschaft. Im Sommer 2022 unterschrieb sie ihren ersten Profivertrag für København. Im Sommer 2023 wechselte sie zum deutschen Erstligisten SG BBM Bietigheim. Mit Bietigheim gewann sie 2024 die deutsche Meisterschaft. Im Sommer 2024 schloss sie sich mit der Profimannschaft der SG BBM Bietigheim dem Verein HB Ludwigsburg an. Mit Ludwigsburg gewann sie 2025 sowohl die deutsche Meisterschaft als auch den DHB-Pokal. Im Sommer 2025 schloss sie sich dem slowenischen Erstligisten RK Krim an.

### In Auswahlmannschaften
Sie nahm mit der Dänischen Jugend-Nationalmannschaft an der U17-Europameisterschaft 2021 teil und gewann bei der U18-Weltmeisterschaft 2022 die Silbermedaille. Mit der Juniorinnen-Nationalmannschaft gewann sie die Silbermedaille bei der U19-Europameisterschaft 2023.